# جاين نوفاك
جاين نوفاك (بالإنجليزية: Jane Novak)‏ هي ممثلة أمريكية، ولدت في 12 يناير 1896 بسانت لويس في الولايات المتحدة، وتوفيت في 3 فبراير 1990 في الولايات المتحدة بسبب سكتة.

## أعمال

### أفلام
- (1940) المراسل الأجنبي

## وصلات خارجية
- جاين نوفاك على موقع IMDb (الإنجليزية)
- جاين نوفاك على موقع ألو سيني (الفرنسية)
- جاين نوفاك على موقع أول موفي (الإنجليزية)
- جاين نوفاك على موقع قاعدة بيانات الأفلام السويدية (السويدية)
- جاين نوفاك على موقع قاعدة بيانات الفيلم (الإنجليزية)
- جاين نوفاك على موقع كينوبويسك (الروسية)